# Pensiero/A un minuto dall'amore
Pensiero/A un minuto dall'amore è singolo dei Pooh pubblicato nel 1971; fu il secondo singolo inciso per la CBS.

## Il disco
Entrambe le canzoni sono scritte da Valerio Negrini per quel che riguarda i testi e da Roby Facchinetti  per le musiche; gli arrangiamenti sono curati da Gianfranco Monaldi. 
Pensiero arriva in prima posizione per 6 settimane.
Tutti e due i brani sono contenuti nell'album Opera prima, pubblicato in contemporanea con questo 45 giri.
Il singolo uscì anche in castigliano (Pensamiento/A un minuto del amor).

### Pensiero
Pensiero narra la vicenda di un carcerato, in realtà innocente, che può raggiungere la donna che ama soltanto con il pensiero; è stato uno dei brani più applauditi e più cantati dal pubblico nei tour del complesso:

### A un minuto dall'amore
Il brano sul lato B del singolo è una canzone d'amore esaltata musicalmente dall'orchestra d'archi che, nel finale, sfuma e in maniera "secca" riprende la melodia del ritornello. Le prime note della canzone sono un omaggio alla Turandot di Giacomo Puccini. Il testo narra di un uomo che, dopo aver fatto l'amore con la sua donna, si rende conto di non amarla più come un tempo, decidendo comunque di non permettere che la loro storia d'amore finisca perché, dopotutto, per lei lui è ancora molto importante. Da segnalare alla fine del brano, dopo lo sfumato, una breve ma notevole coda strumentale suonata interamente dall'orchestra che riprende il tema melodico principale della canzone.

## Formazione
- Valerio Negrini: batteria, cori
- Roby Facchinetti: tastiere, cori
- Dodi Battaglia: chitarra, voce solista in "A un minuto dall'amore", cori
- Riccardo Fogli: voce solista in "Pensiero", basso, cori

Con i Pooh, l'orchestra di Gianfranco Monaldi.